# Orzaiolo
L'orzaiolo (o crite) è un'infiammazione benigna delle palpebre. Nello specifico, si tratta di un'infiammazione acuta delle ghiandole sebacee della palpebra, alla base delle ciglia. L'infiammazione si traduce in una tumefazione dolorabile e arrossata sul bordo della palpebra.  Può interessare l'esterno o l'interno della palpebra: quando viene colpita una ghiandola di Zeis o di Moll l'orzaiolo si forma verso l'esterno della palpebra, mentre se (più raramente) ad essere colpita è una ghiandola di Meibomio l'infiammazione prevale verso l'interno palpebrale.
La causa di un orzaiolo è di solito un'infezione batterica dovuta a Staphylococcus aureus. La sede dell'orzaiolo è prevalentemente al centro della palpebra.
Spesso un orzaiolo si risolve senza alcun trattamento specifico in pochi giorni o settimane. Le raccomandazioni per migliorare la velocità di risoluzione includono l'applicazione di impacchi caldi. Occasionalmente può essere raccomandata l'applicazione di unguento antibiotico oftalmico. Sebbene queste misure siano spesso consigliate, le evidenze a sostegno del loro utilizzo sono scarse. L'esatta incidenza con cui si presentano gli orzaioli non è chiara, ma comunque essi si verificano in qualsiasi fascia d'età.

## Cause
Gli orzaioli sono causati dall'ostruzione di una ghiandola sebacea alla base della palpebra. L’uso eccessivo di apparecchiature elettroniche non contribuisce a causare l’orzaiolo. Tra i fattori di rischio per la loro comparsa si segnalano una mancanza di igiene oculare, lo sfregamento degli occhi, la privazione di sonno, il diabete mellito, l'ectropion cicatriziale, la dermatite seborroica, l'acne rosacea e alti livelli di lipidi ematici. Gli orzaioli sono spesso il risultato di un'infezione batterica da Staphylococcus aureus a carico dell'occhio, e possono essere secondari a blefarite oppure a una deficienza di immunoglobuline. La condivisione di salviette o asciugamani per il viso dovrebbe essere ridotta onde evitare la diffusione dell'infezione da individuo a individuo.

## Epidemiologia
I tassi di incidenza del disturbo non sono noti, probabilmente a causa del fatto che molti casi non sono semplicemente riportati. L'orzaiolo si verifica con frequenza più elevata nella popolazione giovanile, ma si manifesta in ogni gruppo di età, con uguale frequenza nel sesso maschile e femminile e senza preferenze di gruppi etnici. Gli orzaioli possono durare 1-2 settimane senza trattamento, o solo 4 giorni se trattati correttamente.

## Segni e sintomi
L'orzaiolo si presenta inizialmente come un rigonfiamento nella palpebra. Tra le prime manifestazioni abbiamo la comparsa di una piccola macchia giallognola al centro della tumefazione palpebrale che successivamente evolve in materiale purulento e si espande nella regione.
Il paziente riferisce al medico la sensazione e la presenza di questo nodulo sulla palpebra superiore o inferiore, che spesso si accompagna alla sensazione di bruciore agli occhi e particolare sensibilità alla luce. In altri casi a prevalere è il dolore localizzato, associato al gonfiore della palpebra e a irritazione e arrossamento dell'occhio. Caratteristico è il particolare fastidio o dolorabilità della zona, intensificato dalla pressione e la sensazione di un corpo estraneo nell'occhio. Frequente è anche il prurito a carico del bulbo oculare che può evolvere fino alla sensazione di intenso bruciore oculare. Altri pazienti sperimentano secrezioni muco-purulente all'occhio (similmente a quanto avviene in caso di congiuntivite), comparsa di croste dei margini delle palpebre e sensazione di visione offuscata con disagio se si verificano intensi cambiamenti di illuminazione (ad esempio quando in auto si incrocia un'altra vettura che lampeggia). Raramente, nei casi più gravi, si può avere un aumento della temperatura corporea.

## Complicanze
Le complicanze di un orzaiolo si verificano in casi molto rari. Tuttavia, la complicazione più frequente è rappresentata dalla diffusione alle ghiandole lacrimali e ai tessuti periorbitari, il che causa deformità antiestetiche, talvolta irritazione della cornea, e spesso richiede la rimozione chirurgica. Le recidive di un orzaiolo sono un evento comune. Se il disturbo non si risolve l'orzaiolo può divenire cronico, il dotto escretore della ghiandola di Meibomio si ostruisce completamente e la condizione può evolvere in calazio.
Altre possibili complicanze possono derivare dalla puntura chirurgica impropria, e consistono principalmente in rottura della crescita delle ciglia, deformità della palpebra o fistola palpebrale. Orzaioli di dimensioni molto grandi possono interferire con la vista.
La cellulite palpebrale è un'altra potenziale complicanza di un orzaiolo: si tratta di un'infezione generalizzata della palpebra. La progressione di un orzaiolo in un'infezione sistemica (ovvero di un'infezione che si diffonde in tutto il corpo), è un'evenienza estremamente rara e sono stati registrati solo pochi esempi di tale diffusione.
In casi eccezionali nel corso della procedura anestetica palpebrale per un trattamento chirurgico di rimozione di un orzaiolo (similmente di un calazio), è possibile che si verifichi una perforazione oculare.

## Diagnosi
La diagnosi della condizione è clinica, pertanto si basa sulla raccolta anamnestica e sull'esame obiettivo.
Anche se fra i fattori di rischio vi è un elevato livello di lipidi ematici, non vi è consenso sull'opportunità di eseguire una valutazione di laboratorio dell'assetto lipidico del paziente. Se si esegue una biopsia della formazione (generalmente nel sospetto di un processo tumorale) l'istologia mette in evidenza un ascesso o una raccolta focale di leucociti polimorfonucleati e di tessuto necrotico.

### Diagnosi differenziale
L'orzaiolo è generalmente evidente alla semplice valutazione clinica, tuttavia nei casi dubbi deve essere posto in diagnosi differenziale con un calazio, uno xantelasma, un carcinoma basocellulare, un carcinoma a cellule squamose della palpebra, un carcinoma delle ghiandole sebacee, un papilloma, una cisti, una cellulite presettale, o molto più raramente una condizione di pneumo orbita (la presenza di aria nel cavo orbitale).

## Trattamento
La maggior parte dei casi di orzaiolo si risolve spontaneamente, senza necessitare di assistenza professionale. Il trattamento principale consiste nell'applicazione di impacchi caldi. Il paziente può avere cura personale della condizione, cercando di mantenere pulita la palpebra colpita a domicilio, ricorrendo al lavaggio con soluzione fisiologica o al limite con acqua di rubinetto. È anche opportuno lavare la palpebra colpita con un sapone o uno shampoo delicato e non irritante, ad esempio uno shampoo per bambini, per agevolare la rimozione delle secrezioni muco-purulente e di eventuali croste. L'azione di pulizia deve essere fatta con molta delicatezza, mentre gli occhi sono mantenuti chiusi al fine di evitare accidentali lesioni ai bulbi oculari. I soggetti con orzaiolo dovrebbero evitare di ricorrere al trucco degli occhi, ad esempio eyeliner o simili, e di indossare le lenti a contatto quando manifestano il disturbo, poiché questi strumenti possono aggravare e diffondere l'infezione, a volte fino alla cornea.
Non è mai opportuno ricorrere al tentativo di strizzare in autonomia un orzaiolo e neppure di forarlo o inciderlo, in quanto in questo modo si rischia di propagare l'infezione; è necessario ricordare che nella maggior parte dei casi la condizione si risolve spontaneamente. Comunque può essere utile il ricorso ad antidolorifici come il paracetamolo. Se l'orzaiolo cronicizza va trattato come un calazio.

### Antibiotici
Le evidenze a supporto dell'uso di un unguento oftalmico antibiotico sono scarse. Occasionalmente l'oculista può consigliare un trattamento topico con unguento oftalmico a base di un antibiotico, per esempio l'eritromicina. Possono anche essere usati prodotti che contengono altri antibiotici, come il cloramfenicolo, la chemicitina, la tetraciclina o l'amoxicillina. Se la guarigione tarda a rendersi evidente possono essere utilizzati anche antibiotici per via sistemica o può rendersi necessario il drenaggio chirurgico. Il cloramfenicolo è utilizzato con successo in praticamente tutto il mondo, ma negli Stati Uniti la Food and Drug Administration (FDA) ha reso obbligatorio riportare un avvertimento prescrittivo (un black box warning) dovuto alla preoccupazione sui possibili effetti avversi del farmaco, e in particolare circa il rischio di sviluppo di anemia aplastica, che in rare occasioni può essere fatale.
Gli unguenti oftalmici contenenti antibiotici sono normalmente somministrati a persone con localizzazioni multiple di orzaiolo oppure affette da orzaiolo a lenta risoluzione (che non sembra guarire nonostante il trattamento) e ai soggetti che sono affetti da blefarite o rosacea.

### Interventi chirurgici
Secondo molti autori l'incisione e il drenaggio dell'orzaiolo dovrebbero essere eseguiti se la risoluzione della condizione non inizia nelle 48-72 ore successive al trattamento iniziale con impacchi caldi. Talvolta il medico decide di trattare un orzaiolo che tende a persistere a lungo pungendolo con un ago di calibro adeguato per accelerarne il drenaggio.
La chirurgia è l'ultima risorsa nel trattamento di un orzaiolo. Gli orzaioli che non rispondono a nessun tipo di terapia vengono solitamente rimossi chirurgicamente. L'intervento chirurgico di un orzaiolo viene eseguito da un oftalmologo e, di solito, in anestesia locale.
La procedura consiste nel praticare una piccola incisione attraverso la congiuntiva tarsale e il tarso della palpebra interna (in caso di orzaiolo interno) o sulla cute e muscolo orbicolare (nel caso di orzaiolo esterno). Una volta eseguita l'incisione, il pus viene drenato dalla raccolta e vengono utilizzate suture molto piccole per chiudere la lesione. Nei casi sospetti il materiale asportato viene raccolto e il campione è inviato per eseguire un esame istopatologico che valuti la possibilità di una patologia più grave (ad esempio un carcinoma a cellule basali).

## Prevenzione
La normale pulizia dell'occhio aiuta a prevenire l'orzaiolo; occorre comunque sempre avere le mani pulite prima di toccarsi gli occhi.
In soggetti predisposti, occorre rimuovere con attenzione gli eccessi di sebo dalle ciglia, ad esempio pulendole con shampoo per bambini; ciò aiuta a mantenere puliti i dotti escretori delle ghiandole.